# 木枯し紋次郎
木枯し紋次郎（こがらしもんじろう）は、笹沢左保原作の股旅物時代小説シリーズであり、のちにテレビドラマ化、映画化された作品である。小説は1971年（昭和46年）に発表された。1972年（昭和47年）には監督・市川崑、主演・中村敦夫によりフジテレビ系列でテレビドラマ化され、視聴率30%を超える人気作品となった。主人公「紋次郎」の決め台詞「あっしにはかかわりのないことでござんす」は流行語となり、様々な紋次郎グッズが売り出されるほどの一大ブームとなった。その後もたびたび映画化、テレビドラマ化がなされた。
紋次郎の生誕地として描かれる「上州新田郡三日月村」のモデルとなった群馬県太田市藪塚町には、「木枯し紋次郎の碑」や「テーマパーク三日月村」があり、1998年には紋次郎記念館「かかわりーな」が開設された。

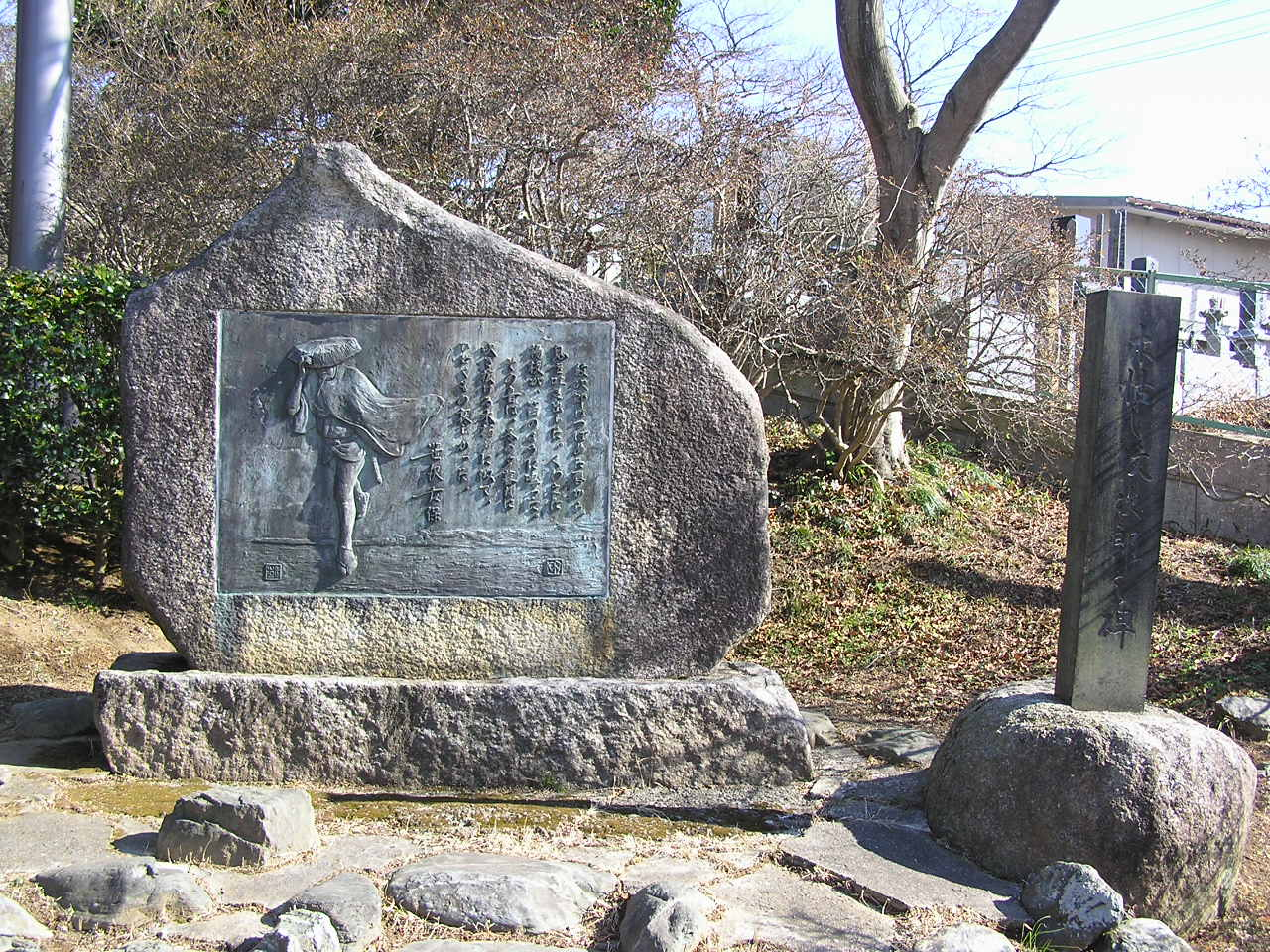
木枯し紋次郎の碑（太田市）

## 小説版

### 執筆と人気
1969年に『小説現代』編集長となった大村彦次郎は、1960年代からの中間小説誌の競争激化に応じた新しい企画の一つに、股旅小説の見直しとして『俺たちに明日はない』などのアメリカン・ニューシネマのような「ハードタッチな手法や感覚」を持ち込むことを考え、何人かの作家に意図を説明し、「新・股旅小説」と銘打って、柴田錬三郎「本邦博徒伝」を皮切りに伊藤桂一、多岐川恭、結城昌治、菊村到、三好徹、青山光二らの作品を掲載した。1970年4月号掲載の笹沢左保の初めての時代小説「見返り峠の落日」が「スピーディーな文体、ニヒルな主人公、どんでん返しのある推理仕立て」で読者から好評となり、第1回小説現代ゴールデン読者賞を受賞、大村が吉村昭宅に行った際には津村節子にも褒められたという。タイトルに「峠」のつく峠シリーズ5篇を書き、続いて同一主人公のシリーズとして、1971年3月号の「赦免花は散った」で渡世人の紋次郎が登場し、それ以降このシリーズを毎号掲載した。「木枯し」という呼び名は、竹の楊枝をくわえて吹き鳴らす音から付けたものだった。 また5作目（1971年7月）「水神祭に死を呼んだ」で紋次郎は初めて「あっしは面倒なことに、関わりを持ちたくねえんでございます」という言葉を発している。
1973年6月までに第1期全30話が書かれ、紋次郎が生死不明の状態で終了する。1975年3月から1978年3月まで第2期全25話が連載。
唯一の長編『奥州路・七日の疾走』（1978年）の新聞連載の後、『新・木枯し紋次郎 舞って散った峠花』（1988年）が書かれ、続いて1984年11月から1988年7月までの連載が『新・木枯し紋次郎 舞って散った峠花』として単行本化された。1993年にフジテレビ開局35周年記念作品として制作されたドラマ『帰って来た木枯し紋次郎』が映画として劇場公開され、これは笹沢左保原案のオリジナルストーリーだったが、1995年2月から『小説新潮』で『帰ってきた木枯し紋次郎』シリーズが連載された。紋次郎は前作から10年を経て38歳という設定で、体力は衰え、思慮分別がついてきた人間として描かれ、また中山道板鼻宿に住み着いた姿で登場する。
紋次郎の人気について尾崎秀樹は、股旅小説はもともと社会からの阻害者を描いているところに、現代人の持つ疎外感を「ハード・ボイルドを一度くぐり抜けた眼でとらえなおしているカッコよさにあるのではないか」と評し、また井上俊は「かかわりのないこと」と言いながら事件に関わっていく「言行不一致」の中に「地縁的・血縁的な結びつき、あるいはそれを原型とする身うち集団を超えた、個人対個人のつながり」への願望があると分析している。笹沢自身は「生活苦と消費文化という対極的な時代の天保と昭和にも四つほどの共通点があるのではないか。それが読者の興味を惹くのではないだろうか。すなわち、政治不信、金権主義、明確な生きがいの欠如、漠然とした不安である」と述べている。

### ストーリー
紋次郎は三日月村の貧しい農家の六男に生まれ、間引きされそうになったところを12歳上の姉お光の機転で助けられた。お光は嫁入り先で22歳で急死し、紋次郎は10歳で家を飛び出して放浪して生きるようになる。渡世人として名を知られるようになり、また自分で削る長さ五寸の長楊枝をいつもくわえており、息を吐く時に微妙な音がして、その楊枝を口から吹き矢のように飛ばす技も持っている。幼馴染の兄弟分に騙されて、身代わりとなって三宅島に島流しになっていた紋次郎が島抜けをはかるところで「赦免花は散った」は始まる。その後、天保の飢饉で庶民が苦しむ中で、中山道、東海道の宿場町で厄介ごとに巻き込まれていく。各話の最後の場面で、紋次郎が楊枝を何かに吹き刺すのがお約束でもあった。
作品では、天保から幕末にかけての時代に、渡世人・やくざの発生する要因までを描くことで、リアルな渡世人像を提示している。また笹沢左保の特質である孤独と人間不信の念が、義理人情では済まされないやくざ社会の反目や裏切り、結末のどんでん返しとして現れていると言える。笹沢自身は「僕が考えたのはマカロニ・ウェスタンの時代を書こうということでした。フランコ・ネロのようなニヒルなカッコ良さ、クールで孤独な男です」と語っている。
「帰って来た」シリーズで笹沢は、精神的に成長した紋次郎を描きたかったとインタビューで語っており、また情景描写には終戦後すぐの頃に上州で過ごした経験を元にしているとも語っている。

### 出版リスト
（作品リストは笹沢左保#時代小説参照）
光文社文庫版（1997 - 98年）
- 『木枯し紋次郎（一）赦免花は散った』
- 『木枯し紋次郎（二）女人講の闇を裂く』
- 『木枯し紋次郎（三）六地蔵の影を斬る』
- 『木枯し紋次郎（四）無縁仏に明日を見た』
- 『木枯し紋次郎（五）夜泣き石は霧に濡れた』
- 『木枯し紋次郎（六）上州新田郡三日月村』
- 『木枯し紋次郎（七）木枯らしは三度吹く』
- 『木枯し紋次郎（八）命は一度捨てるもの』
- 『木枯し紋次郎（九）三途の川は独りで渡れ』
- 『木枯し紋次郎（十）虚空に賭けた賽一つ』
- 『木枯し紋次郎（十一）お百度に心で詫びた紋次郎』
- 『木枯し紋次郎（十二）奥州路・七日の疾走』
- 『木枯し紋次郎（十三）人斬りに紋日は暮れた』
- 『木枯し紋次郎（十四）女の向こうは一本道』
- 『木枯し紋次郎（十五）さらば峠の紋次郎』

新潮文庫版（1997-2001年）
- 『帰ってきた木枯し紋次郎』
- 『帰ってきた紋次郎 同じく人殺し』
- 『帰ってきた紋次郎 かどわかし』
- 『帰ってきた紋次郎 さらば手鞠唄』
- 『帰って来た紋次郎 悪女を斬るとき』
- 『帰って来た紋次郎 最後の峠越え』

## 映像化と経緯
テレビ局が制作費を調達して下請けの制作会社に支給する「自主制作作品」とは異なり、放送枠を買った広告代理店が制作費を調達して制作会社に支給する「持ち込み制作作品」で、広告代理店は電通、制作は電通の関連企業であるC.A.Lに一任された。
1971年春頃、既にシリーズ監修と演出に決定していた市川崑からの要請で、電通ラジオ・テレビ局企画室・プロデューサーの松前洋一が、部下の坂梨港（大映東京宣伝部出身）を通じて、大映京都撮影所の美術監督だった西岡善信に本作への協力を打診した。この打診には、市川が古巣の大映京都で撮りたいと希望していたことと、大映本社の倒産危機、という切迫した状況でも制作可能か?という確認の意味も含まれていた。乞われるままに西岡が上京してみると制作準備はかなり進行しており、フジテレビ『浮世絵 女ねずみ小僧』の後番組として、放送枠が「土曜日22時30分開始の1時間枠」であることやC.A.Lの制作、中村敦夫の主演も決定済みだった。市川は、大映京都撮影所の協力も決定したオールスタッフ打ち合わせの席で「好きに遊んでくれ（自分たちのやりたいようにやれ）」と激励し、当時20代から30代の若手がほとんどだった各パートを奮い立たせる。しかし、第1部の2話分を撮り終えた1971年11月21日に大映が倒産。管財人による大映京都撮影所の差し押さえで、制作中断の危機に遭う。制作に参加した93人の大映京都撮影所スタッフ（大映の契約スタッフ）は、倒産した会社から給与も支払われず、早朝から深夜まで仕事を続行。「完成まで、仕事をさせて下さい。私たちに残っているのは活動屋根性だけです」という世間の常識を超えた西岡の訴えに根負けして、管財人は撮影所の差し押さえを1か月間延期する。その間の年明け早々には東映の紹介で、地元のレンタルスタジオだった日本京映撮影所で制作を継続。西岡たちは別資本の新会社「映像京都」も設立し、映像京都には、森一生、三隅研次、安田公義、池広一夫、井上昭ら10人の監督や、美術の内藤昭、撮影の宮川一夫、森田富士郎、照明の中岡源権、録音の大谷巌以外にも、中村努や徳田良雄などの大映社員が参加した。
番組は「市川崑劇場」と銘打たれ、1972年元日に放送を開始。市川は監修と、第1部の第1話から第3話、第18話の演出（監督）を務めている。
原作者の笹沢は元来、紋次郎は田宮二郎をモデルにイメージしていたが、「主役は新人で」という市川の意向により、元・俳優座の若手実力派で、準主役級の俳優として活躍していながら、一般的な知名度は必ずしも高くはなかった、中村敦夫が紋次郎役に抜擢された。
劇中で、紋次郎が口にする決め台詞「あっしには関わりのないことでござんす」が流行語になった。しかし、テレビ版は「あっしにゃぁ関わりのねぇこって…」と答えるのが定番で、紋次郎の台詞の「ねぇ」が「ない」に替わり さらに、無宿の渡世人という設定から語尾に「…ござんす」が付けられ、誤って流布したものである。菅原文太主演の東映版では「…ござんす」となっており、結果として、東映版の決め台詞が普及したことになる。
主題歌「だれかが風の中で」は、市川の妻で、市川監督作品のほぼ全てに関わった脚本家の和田夏十が作詞し、フォークバンド「六文銭」を率いるフォークシンガーの小室等が作曲した。その力強く希望に満ちた歌詞と、西部劇のテーマ曲を思わせるような軽快なメロディーは、上條恒彦の歌声と相まって、時代劇には似つかわしくないものだったが、その新鮮さが幅広い支持を得ることになり、結果的に1972年だけで、シングル23万枚を売り上げる、同年度屈指の大ヒット曲となった。
本作品は、これまでの股旅物の主流であった「義理人情に厚く腕に覚えのある旅の博徒（無宿人）が、旅先の街を牛耳る地回りや役人らを次々に倒し、善良な市井の人々を救い、立ち去っていく」といった定番スタイルを排し、他人との関わりを極力避け、己の腕一本で生きようとする紋次郎のニヒルなスタイルと、主演の中村のクールな佇まいが見事にマッチした。22時30分開始というゴールデンタイムから外れた時間帯にもかかわらず、第1シーズンでは毎週の視聴率が30パーセントを超え、最高視聴率が38パーセントを記録する大人気番組になった。殺陣師の美山晋八は、それまでの時代劇にありがちだったスタイリッシュな殺陣を捨て、ひたすら走り抜ける紋次郎など、博徒の喧嘩も想定した殺陣を独自に考案した。当時の博徒が銘のある刀を持つことなどありえず、刀の手入れをすることもないため、通常時代劇に見られる「相手が斬りかかってきた時に、刀で受ける」などの行為は自分の刀が折れてしまうので行わず、また、正式な剣術を身につけていないため、刀は斬るというより、振り回しながら叩きつけたり、剣先で突き刺すといった目的で使われるなど、リアリティを重視した擬斗がシリーズ全編を通して展開されている。主演の中村が途中でアキレス腱を切る事故に見舞われたが、その後のスタンドインを大林丈史と阿藤海が務めることで制作は続行された。埃まみれの三度笠や道中合羽のリアリティ、原作より長い爪楊枝のかっこよさは、市川監督の発案である。また、悪女が紋次郎に惹かれるといった描写は、服部佳、大野靖子、大藪郁子ら女性の脚本家が多く書いていたこととも関連している。
ノンクレジットで参加したフジテレビ編成部の金子満プロデューサーは、過去にメトロ・ゴールドウィン・メイヤーでアシスタント・プロデューサーも担当した経験から「テレビで血を見せると絶対に茶の間から拒否され、ヒットしない」という信念を持っており、第1話の試写でも市川が演出した凄惨なアクションシーンに「これでは受け取れません」と、毅然とした態度でNGを告げて周りを仰天させる。テレビ番組における金子の持論に対し、市川監督も「そういう方針もあるよね。ようし、それでいこう」と理解することで、金子は「血はともかく、映像は素晴らしいものだった」と当時を回願する。近年の金子はシナリオ制作に必要なリマインダーの存在も指摘しており、「喧嘩の仕方や衣裳、食事もヤクザらしいリアリティを持たせて描き、最初と最後には情緒たっぷりのナレーションを毎回、同じ時間に同じ場所で流す」本作品ならではの特色をポジティブ・リマインダー、「絶対に血のアップを撮らせない」特色をネガティブ・リマインダーと命名した。後者のネガティブ・リマインダーを守れなかった後の作品は、フジテレビ版より人気を得られなかったと分析している。
1977年には『新・木枯し紋次郎』（全26話）が制作され、東京12チャンネルで放映された。中村は主演だけでなく、やしきたかじんが歌う主題歌「焼けた道」（作曲：猪俣公章）の作詞も手がけたが、ヒットには至らなかった。本作の紋次郎の決め台詞は「あっしには言い訳なんざ、ござんせん」だったが、これも前作ほどの話題とはならなかった。
1993年には、中村主演で映画『帰って来た木枯し紋次郎』が東宝配給で制作された。こちらは従来の中村主演によるテレビ版の続編であり、このために原作者の笹沢が新たにシノプシスを書き下ろし（小説としては発表されていない）、監督も市川が務めた。主題歌も、テレビ版の『だれかが風の中で』が使われている。この作品は紋次郎の台詞が、東映版に準じた「あっしには関わりのねぇことでござんす」となっている。フジテレビ系列で、後にテレビ放映された。
1990年には岩城滉一、2009年には江口洋介の主演で、単発のスペシャルドラマが制作された。

## 木枯し紋次郎（1972年版）

### ストーリー
舞台は天保年間。上州新田郡三日月村の貧しい農家に生まれた紋次郎は、生後すぐに間引きされそうになるところを姉のおみつの機転により、助けられた。「間引かれ損ない」として薄幸な子供時代を過ごした紋次郎は十歳の時に家を捨て、渡世人となる。
ぼろぼろの大きい妻折笠を被り、薄汚れた道中合羽を羽織り、長い楊枝を咥えるのが彼のスタイルである。
ストーリーは一話完結となっており連続劇ではない。
レギュラーは主人公の紋次郎のみである。

### エピソード
- オープニングの撮影だけで、3か月を費やした。主演の中村は「撮影開始当初、オープニングの撮影で毎日、竹やぶに連れて行かれたことを、僕は今でも鮮明に覚えていますよ」と振り返っている[22]。
- 道中合羽の「雨風、土や砂にさらされ、使い込まれて汚れた感じ」を出すため、スタッフは新品の合羽に泥を掛け、石で擦り、イメージに合わせた[22]。
- 第1部の第8話撮影中に、中村が足を滑らせて3メートルの崖から転落。主演が左アキレス腱断裂という重傷を負った為、第1部は第9話で一時中断する。当時のフジテレビでは、中村が復帰するまでの穴埋めで『笹沢左保「峠」シリーズ』を放映した。
- 上條恒彦の歌う主題歌『だれかが風の中で』は第1部の第1話 - 第9話、第18話、第2部の全話は1番の歌詞、第1部の第10話 - 第17話は2番の歌詞を使っている[注釈 4]。
- 海外では、1982年にイタリアのテレビ局・TMC（テレモンテカルロ）にて、『Monjiro, samurai solitario』のタイトルで放送された。
- 『見かえり峠の落日』、『地獄を嗤う日光路』、『雪に花散る奥州路』など一部の回は木枯し紋次郎シリーズではない別の同名小説を原作として使用している。

### スタッフ
- 原作：笹沢左保
- プロデューサー：浅野英雄、阪根慶一（第1部 第1話 - 第5話）、大岡弘光、小嶋伸介（第2部より）、金子満（フジテレビ）
- 撮影：宮川一夫、森田富士郎、牧浦地志、梶谷俊男
- 美術：西岡善信、加門良一
- 録音：大角正夫、大谷巌
- 照明：山下礼二郎
- 衣裳考証：上野芳生
- 編集：山田弘
- 助監督：鍋井敏宏、奥家孟、倉橋良介
- 色彩計測：矢田行男、渡辺貢
- 殺陣：美山晋八
- 製作主任：真田正典、足立源一郎
- 記録：牛田二三子、西野敏子、野崎八重子
- 装置：河井敬次
- 装飾：中道正信、福井啓三
- 美粧：福山善也
- 結髪：大沢菊枝
- 演技事務：内海透
- 音楽：湯浅譲二
- 主題歌：だれかが風の中で
  - 作詞：和田夏十
  - 作曲：小室等
  - 編曲：寺島尚彦
  - 唄：上条恒彦
- 製作協力：電通、大映京都撮影所 → 映像京都、ワタベスタジオ、京都衣裳、高津商会、山崎株式会社、東和産業、東洋現像所
- ナレーター：芥川隆行
- 制作：C.A.L、フジテレビ

### 放映リスト
第1部（全18話）
| 話数   | 放送日        | サブタイトル         | 脚本                | 演出       | ゲスト出演者 |
| ------ | ------------- | -------------------- | ------------------- | ---------- | --- |
| 第1話  | 1972年 1月1日 | 川留めの水は濁った   | 久里子亭 服部佳     | 市川崑     | 小川真由美（お勝）、小池朝雄（佐太郎）、植田峻（茂兵衛）、大林丈史、浜田雄史（役人）、山本一郎（仙吉）、出水憲司（賭場の客）、千代田進一（賭場の客）、島米八、二瓶康一、長沼淳、黛康太郎（中盆）、山岡鋭二郎（子分）、木治亘、園かおる（女中）、小柳圭子（女中）、（以下クレジットなし）藤春保、菊野昌代士、花岡秀樹、美樹博、原田清子、伊吹新吾                                                                            |
| 第2話  | 1月8日        | 地蔵峠の雨に消える   | 鴨三七              | 市川崑     | 宇津宮雅代（千代）、高橋長英（十太）、石山健二郎（善助）、五味龍太郎（粕尾の利三郎）、藤川準（旅籠の亭主）、堀北幸夫（代貸）、浜田雄史、任啓子（お六）、三浦策郎、藤春保（松五郎）、安藤仁一郎、竹内春義（松五郎の子分）、佐山竜一郎、布目真爾、香住巌、花岡秀樹、美樹博、馬場勝義 |
| 第3話  | 1月15日       | 峠に哭いた甲州路     | 鴨三七 久里子亭     | 市川崑     | 黒沢のり子（お妙）、原田芳雄（源太）、加藤嘉（次郎衛門）、夏木章（浪人）、越川一（伍助）、美樹博（銀八）、黒木現（助けを求めた村人）、森内一夫（由造）、渡辺満男、高木峰子（お徳）、前川梨江子、（以下クレジットなし）上原寛二（農夫）、藤春保、馬場勝義、原田清子（女中）、森下耕作、横堀秀勝（餅を食べていた子分） |
| 第4話  | 1月22日       | 女人講の闇を裂く     | 服部佳              | 窪川健造   | 藤村志保（お筆）、大出俊（己之吉）、川辺久造（栃尾俣の銀次）、北川美佳（お里）、菅井一郎（大和屋孫兵衛）、寺島雄作（万造）（※寺島勇作と誤記）、黒木現、伴勇太郎、南條新太郎（扇屋徳治郎）、新條多久美（徳治郎の妻・お仲）、上原寛二（船頭）、森下耕作、浜伸二（船客）、美樹博（船客）、新田章（与七郎）、佐竹克也、鎌田知佐（加代）、岡邦子、（以下クレジットなし）加茂雅幹、布目真爾、花岡秀樹、森内一夫、藤春保、馬場勝義 |
| 第5話  | 1月29日       | 童唄を雨に流せ       | 鴨三七              | 池広一夫   | 香山美子（おちか）、工藤堅太郎（金蔵）、藤岡重慶（源之助）、嵯峨善兵（備前屋）、伊達三郎（切石の仙造）、北野拓也（五郎八）、山本一郎（平太）、里見潤（人足）、大杉潤（人足）、香住巌、（以下クレジットなし）美樹博、横堀秀勝、森下耕作、馬場勝義（つぼ振り）、加茂雅幹、伊吹新吾（弥助）、花岡秀樹、上原寛二（番頭） |
| 第6話  | 2月5日        | 大江戸の夜を走れ     | 山田隆之            | 国原俊明   | 安田道代（お小夜）、菅貫太郎（重兵衛 / 十六夜小僧）、庄司永建（為吉）、山本麟一（白狐の源六）、桜井浩子（お栄）、守田学哉（目明し・文蔵）、近江輝子（女中）、岩田正（旅籠の亭主）、滝譲二（沢吉）、宍戸大全、渡辺強、（以下クレジットなし）渡辺憲悟（目明し）、馬場勝義、加茂雅幹、森内一夫、暁新太郎、上原寛二（木戸の門番）、原田清子                                                                                     |
| 第7話  | 2月12日       | 六地蔵の影を斬る     | 山田隆之            | 森一生     | 佐藤允（小判鮫の金蔵）、北林早苗（お久美）、水上保広（（水上保廣と表記）浜吉）、深江章喜（鶴吉）、早川雄三（喜連の助三郎）、蟹江敬三（（蟹江啓三と誤記）中宿の利助）、小栗一也（板鼻の吾兵衛）、大林丈史（（大林武史と誤記）松次）、芝田聡二（茶店の主人）、伴勇太郎、森内一夫、森下耕作、原田清子、（以下クレジットなし）花岡秀樹、藤春保                                                                                  |
| 第8話  | 2月19日       | 一里塚に風を断つ     | 山田隆之            | 大洲斉     | 扇千景（千登勢）、土屋嘉男（北村直光）、二木てるみ（加代）、川合伸旺（石川良庵）、三夏伸（小天狗の新八）、波田久男（鹿沼の清五郎）、不破潤（代貸の利助）、橋本力（伝六）、小林加奈枝（茶店の婆さん）、石原須磨男（古着屋）、山岡鋭二郎（佐七）、多賀勝（万金丹売り）、四條公彦（巳之助）、渡辺満男、藤春保（浪人）、伊吹新吾（吉次）、吉田晴一（浪人）、（以下クレジットなし）安藤仁一郎、森内一夫                          |
| 第9話  | 2月26日       | 湯煙に月は砕けた     | 大野靖子            | 池広一夫   | 扇ひろ子（お久）、岸久美子（お市）、長谷川明男（弥七）、井上昭文（奈良井の権三）沖時男（役人）、岩田正（医者）、石原須磨男（松吉）、森章二（お市の兄・金吾）、伊吹新吾（多助）、山岡鋭二郎、小林加奈枝（お篠）、丘夏子（お島）、松田剛武、横堀秀勝、東悦次、中村信子（金吾の妻・お福）、（以下クレジットなし）馬場勝義、藤春保                                                                                              |
| 第10話 | 4月1日        | 土煙に絵馬が舞う     | 大藪郁子            | 手銭弘喜   | 市川小太夫（茂作）、常田富士男（黒部の銀蔵）、宮口二朗（片目の浪人）、高原駿雄（金兵衛）、青柳美枝子（お花）、斎藤信也（新吾）、大橋一元（松次郎）、四條公彦（平吉）、小柳圭子（徳）、伴勇太郎 |
| 第11話 | 4月8日        | 龍胆は夕映えに降った | 鴨三七 久里子亭     | 大洲斉     | 川地民夫（瀬川の仙太郎）、上村香子（お美代）、下元勉（鹿沼の文五郎）、近藤宏（今市の藤兵衛）、内田勝正（喜連川の八蔵）、田畑猛雄（銀次）、石浜祐次郎（曖昧宿の主人）、山本一郎（関東取締出役・稲垣）、沖時男（代貸）、大杉潤（役人）、中島誠、花村秀樹、辻喬次郎、渡辺憲悟、前田みち、藤春保、（以下クレジットなし）馬場勝義（つぼ振り）、加茂雅幹（飛脚 / 文五郎の子分）、原田清子（農婦）、藤川準（江戸屋）               |
| 第12話 | 4月15日       | 木枯しの音に消えた   | 服部佳              | 出目昌伸   | 十朱幸代（お志乃 / お豊）、荒木一郎（半次）、戸浦六宏（仙太）、左とん平（田丸屋の番頭）、大滝秀治（※「大滝譲二」名義）（箱田の六兵衛）、野々村潔（花田源左衛門）、丘夏子（田丸屋のお志乃）、神戸瓢介（田丸屋の奉公人）、寺島雄作（甘酒屋の主人）、藤川準（村人）、浜伸二、伴勇太郎（※クレジットなし） |
| 第13話 | 4月22日       | 見かえり峠の落日     | 服部佳              | 窪川健造   | 市原悦子（お初）、曽我廼家明蝶（金丸屋久太郎）、小松方正（富里の清蔵）、岡田由紀子（お八重）、鎗田順吉（新六）、高田直久（忠七）、海老江寛（北風の伊之助）、柳川清（番頭）、小林加奈枝、浜田雄史（関八州取締出役） |
| 第14話 | 4月29日       | 水神祭に死を呼んだ   | 大藪郁子            | 国原俊明   | 赤座美代子（お敬）、田崎潤（茂左衛門）、南原宏治（宮田の徳太郎）、寺田農（洲崎の佐吉）、森章二（惣助）、岩村百合子（お美和）、伊東義高（与平）、青柳みゆき、森内一夫、（以下クレジットなし）馬場勝義、花岡秀樹 |
| 第15話 | 5月6日        | 背を陽に向けた房州路 | 大藪郁子            | 土屋啓之助 | 光川環世（お町・深雪）、浜田寅彦（庄左衛門）、稲野和子 (お銀)、浜田晃（高瀬浦之介）、草野大悟（鳴神の鬼太郎）、石山雄大（茂兵衛）、道井恵美子（お勝）、藤沢薫（金一郎）、小柳圭子、山岡鋭二郎、森下耕作、花岡秀樹、美樹博、（以下クレジットなし）馬場勝義（多助）、加茂雅幹 |
| 第16話 | 5月13日       | 月夜に吼えた遠州路   | 鴨三七              | 太田昭和   | 有川由紀（お春）、新田昌玄（橋場の清吉）、明石勤（利助 / 源八）、郷鍈治（木原の仁太）、早川雄三（塩見の伊兵衛）、木村元（浪人）、岩田直二（天竜の唐蔵）、石原須磨男（めし屋の主人）、堀北幸夫、岩田正、香住巌、森内一夫、加茂雅幹、馬場勝義 |
| 第17話 | 5月20日       | 無縁仏に明日をみた   | 白坂依志夫 大藪郁子 | 土屋啓之助 | 野川由美子（お妻）、稲葉義男（猿久保の八十吉）、穂積隆信（草津屋寅吉）、高津住男（力蔵）、加賀爪芳和（一太郎）、川崎裕之（多助）、多賀勝（賭場の客）、黛康太郎、安藤仁一郎、布目真爾、馬場勝義、西崎健、森内一夫、渡辺憲悟、加茂雅幹、森下耕作 |
| 第18話 | 5月27日       | 流れ舟は帰らず       | 大野靖子 久里子亭   | 市川崑     | 吉田日出子（お藤）、村松英子（お光）、上條恒彦（釜石の木太郎）、内田勝正（鬼の十兵衛）、三島史郎（森助）、海老江寛（天満屋）、藤春保（橋奉行出役・佐々木）、中西宣夫、吉田晴一（白痴の男）、花岡秀樹（野盗）、美樹博（野盗）、香住巌、森下耕作、大杉潤、泉田真希 |

第2部（全20話） ※再放送時の便宜上のタイトルは『続・木枯し紋次郎』
| 話数   | 放送日          | サブタイトル         | 脚本              | 演出                | ゲスト出演者 |
| ------ | --------------- | -------------------- | ----------------- | ------------------- | --- |
| 第1話  | 1972年 11月18日 | 馬子唄に命を託した   | 鴨三七            | 鍛冶昇              | 新藤恵美（お政）、三益愛子（お熊）、山本麟一（和久井の新六）、黒木進（治郎吉）、石原須磨男（茶店の店主）、川崎裕之、西崎健、上原寛二、渡辺憲悟、峰高志、（以下クレジットなし）森内一夫（杉蔵）、馬場勝義、加茂雅幹 |
| 第2話  | 11月25日        | 暁の追分に立つ       | 大藪郁子          | 真船禎              | 渡辺美佐子（お梶）、横山リエ（お清）、浜村純（与三郎）、小松方正（須原の五郎蔵）、南部彰三（酒屋の店主）、小林加奈枝（茶店の老婆）、山本弘（留吉）、四条公彦、伊吹新吾、森内一夫、加茂雅幹 |
| 第3話  | 12月2日         | 水車は夕映えに軋んだ | 鴨三七            | 鍛冶昇              | 大原麗子（お縫）、稲野和子（お鶴）、悠木千帆、久富惟晴（由蔵）、池田秀一（弥吉）、阿藤海（吉兵衛）、うえずみのる（吉兵衛の子分）、海老江寛、小田部通麿（八五郎）、山本一郎（仙造）、寺下定信、（以下クレジットなし）上原寛二、高木峯子、大杉潤、馬場勝義、吉田晴一（半七）、森内一夫、加茂雅幹、黛康太郎、渡辺憲悟、辻喬次郎                         |
| 第4話  | 12月9日         | 地獄を嗤う日光路     | 大藪郁子          | 土屋啓之助          | 緑魔子（お鶴）、垂水悟郎（民蔵）、川辺久造（千代吉）、二瓶康一（さそりの藤八）、鈴木金哉（治兵衛）、南部彰三（僧侶）、朝永桐子（若紫のおかみ）、田畑猛雄（渡し舟の酔客）、岩田正、黛康太郎、森下耕作、菊野昌代士（農夫）、美樹博（農夫）、今村加津子（お鶴の替え玉）、中村とも子（なべ）、（以下クレジットなし）加茂雅幹、馬場勝義、吉田晴一、藤春保 |
| 第5話  | 12月16日        | 夜泣石は霧に濡れた   | 大藪郁子          | 小野田嘉幹          | 渚まゆみ（お民）、平田昭彦（湯原の勘八）、宮部昭夫、日高久（酒屋の亭主）、中西宣夫（吾作）、千葉保、山本一郎、松田明、伊東義高、島村昌子（お時）、大杉潤、森下耕作、高木峰子（以下クレジットなし）加茂雅幹、馬場勝義、藤春保 |
| 第6話  | 12月23日        | 女郎蜘蛛が泥に這う   | 菊島隆三          | 大洲斉              | 北林谷栄（お甲）、寺田農（煙の千代松）、工藤明子（お勝）、高品格（金沢の与吉郎）、和田正信（伊助）、多賀勝（瓦版屋）、安藤仁一郎（松吉）、大杉潤、馬場勝義、渡辺憲悟（清三）、宍戸大全、（以下クレジットなし）森内一夫、中村とも子（茶店の女）、森下耕作（つぼ振り）、加茂雅幹（中盆）                                                               |
| 第7話  | 12月30日        | 海鳴りに運命を聞いた | 服部佳子          | 大洲斉              | 早瀬久美（お袖 / おえい）、河津清三郎（四天木の剛右衛門）、睦五郎（丸谷の銀三）、富川澈夫（清三郎）、藤沢薫（太兵衛）、志乃原良子（本物のお袖）、堀北幸夫（丈八）、菊野昌代士（漁師）、馬場勝義（ヤクザ / 漁師）、大杉潤、内本亨、（以下クレジットなし）中村とも子、森下耕作、藤春保                                                                 |
| 第8話  | 1973年 1月6日   | 獣道に涙を棄てた     | 橋本綾            | 中村敦夫            | 鰐淵晴子（お鈴）、ケン・サンダース（太吉）、加藤嘉（加納屋善左衛門）、桑山正一（番頭）、楠田薫（お菊）、阿藤海（烏の源蔵）、那智映美（お京）、安藤仁一郎（番頭）、森内一夫、布目真爾、（以下クレジットなし）沖時男（あめ売り）、馬場勝義、美樹博、渡辺憲悟、上原寛二                                                                                 |
| 第9話  | 1月13日         | 錦絵は十五夜に泣いた | 大野靖子          | 森川時久            | 小山明子（山城屋お紺）、光川環世（お糸）、松下達夫（大黒屋）、穂積隆信（女衒の多之吉）、田畑猛雄、寺田誠（清太郎）、近江輝子（大黒屋の内儀）、伊東義高、山本弘、伴勇太郎、菊野昌代士、森下耕作、渡辺憲悟、峰高志、岡完（丁稚）、（以下クレジットなし）馬場勝義、辻喬次郎                                                                             |
| 第10話 | 1月20日         | 飛んで火に入る相州路 | 服部佳子          | 太田昭和            | 吉田日出子（お浅 / お光）、下元勉（夜桜の金蔵）、内田勝正（村上一角）、石橋蓮司（影法師の宗吉）、やりた順吉（大関の友治郎）、川崎裕之（天狗の市助）、片岡静香（鳥追い女）、藤川準、岩田正、山岡鋭二郎（黒雲の銀次）、花岡秀樹（小田原藩兵）、馬場勝義（藩兵）、森内一夫（雲助）、暁新太郎、美樹博、辻喬次郎（藩兵）、前川梨江子                      |
| 第11話 | 1月27日         | 駈入寺に道は果てた   | 鴨三七            | 森一生              | 江夏夕子（お染）、青柳三枝子（お松）、織本順吉（山形屋）、浜田寅彦（中小坂の源兵衛）、木村元（巳之吉）、守田学哉（辰吉）、寺島雄作、阿木五郎、水上保広（住吉屋紋次郎）、沖時男（山形屋の番頭）、芝田聡二（店主）、（以下クレジットなし）大杉潤、藤春保、馬場勝義、中村とも子、美樹博、森内一夫、布目真爾                                             |
| 第12話 | 2月3日          | 九頭竜に折鶴は散った | 服部佳子          | 安田公義            | 赤座美代子（お秀）、木村菜穂（小春 / お春）、新田昌玄（不知火の重兵衛）、松山照夫（清吉）、春日俊二（喜助）、山村弘三（峠茶屋の店主）、堀北幸夫（源太）、下元年世、加茂雅幹（峠茶屋の息子） |
| 第13話 | 2月10日         | 怨念坂を蛍が越えた   | 鴨三七            | 大洲斉              | 太地喜和子（お六）、高橋長英（螢の源吉）、斎藤美和（お冬）、浜田晃（片目の浪人）、阿木五郎（大総代重右衛門）、多賀勝（だるまやの店主）、藤川準、森内一夫（浪人）、吉田晴一（浪人） |
| 第14話 | 2月17日         | 明鴉に死地を射た     | 佐々木守          | 森一生              | 日色ともゑ（千鶴）、菅貫太郎（日下又兵衛）、三戸部スエ（お熊）、勝部演之（栄次）、北野拓也、浜伸二、重久剛一（※「重久剛」名義）、下元年世、黛康太郎、松浦武男、芝田総二、安藤仁一郎、暁新太郎、馬場勝義、美樹博、和田文男 |
| 第15話 | 2月24日         | 木っ端が燃えた上州路 | 小倉隆夫 太田昭和 | 太田昭和            | 高田直久（伝八）、西山恵子（お鶴）、井上昭文（藤岡の勘蔵）、高野真二（本庄の武兵衛）、瞳麗子（お久）、田中三津子（お筆）、三島史郎（卯之吉）、玉村駿太郎（勢五郎）、堀北幸夫（行商人）、沖時男（行商人）、石原須磨男（吾助）、花岡秀樹、森内一夫、川崎裕之、馬場勝義、加茂雅幹、吉田晴一                                                             |
| 第16話 | 3月3日          | 和田峠に地獄火を見た | 菊島隆三          | 三隅研次            | 市原悦子（さと）、神田隆（遠藤喜右衛門）、小林勝彦（定吉）、森川千恵子（かよ / おまち）、土方弘（音松）、森章二（巳之吉）、田畑猛雄（佐太郎）、重久剛一（芳三（※「重久剛」名義））、小林加奈枝、藤川準、伴勇太郎（伊助）、高木峯子（とみ）、（以下クレジットなし）石原須磨男、美樹博、馬場勝義、加茂雅幹                                             |
| 第17話 | 3月10日         | 雪に花散る奥州路     | 服部佳子          | 土屋啓之助          | 新橋耐子（お絹）、松村達雄（越堀の仁五郎）、大林丈史（勘助）、戸浦六宏（佐久山の竹蔵）、五味龍太郎（代貸）、岩田正、太田優子（旅籠の女）、暁新太郎、和田文雄、原田逸夫、伊藤修 |
| 第18話 | 3月17日         | 雪燈籠に血が燃えた   | 高橋玄洋          | 安田公義            | 宇津宮雅代（お春）、長谷川明男（金の字 / 山楝蛇の赤助）、山谷初男（仙助）、加村赳雄、三木みち（お鹿）、細井伸悟（秀太郎）、山本一郎（久作）、島米八、北野拓也、北見唯一（だいこくやの主人）、沖時男、安藤仁一郎、加茂雅幹、辻喬次郎、（以下クレジットなし）馬場勝義、美樹博                                                                          |
| 第19話 | 3月24日         | 冥土の花嫁を討て     | 大藪郁子          | 鍛冶昇              | 樫山文枝（お咲 / お縫）、和崎俊哉（うわばみの卯兵衛）、横光勝彦（土橋征之進）、蟹江敬三（小平太）、森秋子（お時）、丘夏子（妙心）、神戸瓢介（多助）、原聖四郎（土橋兵右衛門）、黛康太郎、暁新太郎、吉田晴一、馬場勝義、辻喬次郎、伊藤修、任啓子（茶店の娘）                                                                                          |
| 第20話 | 3月31日         | 上州新田郡三日月村   | 鴨三七            | 大洲斉 市川崑(監修) | 嵐寛寿郎（与作 / 泥亀の喜三郎）、八木昌子（お粂）、服部妙子（お市）、大滝秀治（徳左衛門）、城所英夫（善蔵）、山本一郎（九十郎）、石浜祐次郎（紋次郎の父）、古城門昌美（お光）、八代郷子（紋次郎の母）、伊東義高、重久剛一（「重久剛」名義）、下元年世、花岡秀樹、森下耕作、加茂雅幹（「加藤雅幹」名義）、美樹博、岩田克啓                            |

笹沢左保 峠シリーズ
※中村敦夫が復帰するまでの穴埋めとして製作された、笹沢股旅物オムニバス形式 （全4話）
| 話数  | 放送日        | サブタイトル       | 脚本     | 演出     | 出演者 |
| ----- | ------------- | ------------------ | -------- | -------- | --- |
| 第1話 | 1972年 3月4日 | 中山峠に地獄をみた | 山田隆之 | 森一生   | 高橋悦史（長次郎）、弓恵子（お美代）、吉田輝雄（要助 / 天狗の勘八）、大森義夫（源兵衛）、草薙幸二郎（鬼坊主の安五郎）、村井国夫（新蔵）、樋浦勉（亀吉）、木村元、堀北幸夫、伴勇太郎（役人）、芝田總二（茶店の亭主）、（以下クレジットなし）美樹博、暁新太郎、上原寛二 |
| 第2話 | 3月11日       | 狂女が唄う信州路   | 服部佳   | 窪川健造 | 川津祐介（抜かずの丈八）、日色ともゑ（お京）、花沢徳衛（鉄砲の吉兵衛）、垂水悟郎（仙太郎）、小林勝彦（清吉）、市村昌治（忠次）、鶴田忍、三角八朗（佐助）、飯田覚三（貸元）、山村弘三（牢名主）、三木ミチ（農婦）、丘夏子（丈八に斬られた女）、浜田雄史（牢屋同心）、徳田実（賭場の子分）、菊野昌代士（牢医）、大杉潤（牢屋下男）、安藤仁一郎、竹内春義、美樹博、長岡三郎、（以下クレジットなし）藤春保 |
| 第3話 | 3月18日       | 暮坂峠への疾走     | 大薮郁子 | 太田昭和 | 天知茂（龍舞の銀次）、梶芽衣子（静）、倉丘伸太朗（小三郎）、北沢彪（久兵衛）、京春上（娘）、小野朝美（おつね）、志摩靖彦（清右衛門）、大木正司（綱五郎）、中村孝雄（末吉）、松浦武男（農夫）、沖時男（父）、伊東義高（六助）、藤春保、谷光典、上原寛二、森下耕作、三藤頼枝、（以下クレジットなし）美樹博、原田清子、加茂雅幹                                                                           |
| 第4話 | 3月25日       | 鬼首峠に棄てた鈴   | 服部佳   | 森一生   | 松橋登（鳴神の伊三郎）、真山知子（お品）、高森玄（桜井小平太）、美川陽一郎（貸元）、織本順吉（安中の五郎七）、本郷淳（勘吉）、田口計（長坂の文吉）、押田美香（おでん（子役））、岩田正、花岡秀樹、香住巌、長岡三郎、（以下クレジットなし）加茂雅幹、藤春保 |

### ネット局
特記の無い限り全て放送時間は土曜 22:30 - 23:26、同時ネット。
- フジテレビ（制作局）
- 北海道文化放送[23]
- 岩手放送：日曜 16:30 - 17:26[24]
- 秋田テレビ[25]
- 山形テレビ[26]
- 仙台放送[24]
- 新潟総合テレビ：金曜 14:00 - 14:56[27]
- 長野放送[28]
- 山梨放送：月曜 22:00 - 22:56[29]
- テレビ静岡[29]
- 富山テレビ[30]
- 石川テレビ[30]
- 福井テレビ[30]
- 東海テレビ[31]
- 関西テレビ[32]
- テレビしまね→山陰中央テレビ[33]
- 広島テレビ：土曜 16:00 - 16:56[34]（放送当時は日本テレビ系列とのクロスネット局）
- テレビ愛媛[35]
- テレビ高知：火曜 22:00 - 22:56[36]
- テレビ西日本[37]
- テレビ長崎[37]
- 沖縄テレビ[38]

| フジテレビ系 土曜22:30 - 23:29 | フジテレビ系 土曜22:30 - 23:29                 | フジテレビ系 土曜22:30 - 23:29 |
| 前番組                         | 番組名                                         | 次番組                         |
| ------------------------------ | ---------------------------------------------- | ------------------------------ |
| 浮世絵・女ねずみ小僧           | 市川崑劇場 笹沢左保 原作 木枯し紋次郎（第1部） | 浮世絵・女ねずみ小僧           |

| フジテレビ系 土曜22:30 - 23:29 | フジテレビ系 土曜22:30 - 23:29                 | フジテレビ系 土曜22:30 - 23:29 |
| 前番組                         | 番組名                                         | 次番組                         |
| ------------------------------ | ---------------------------------------------- | ------------------------------ |
| 浮世絵・女ねずみ小僧           | 市川崑劇場 笹沢左保 原作 木枯し紋次郎（第2部） | 木曽街道いそぎ旅               |

## 新 木枯し紋次郎
- 1977年10月5日 - 1978年3月29日 水曜 21:00 - 21:54、『新・木枯し紋次郎』（東京12チャンネル）（全26話）

### スタッフ
- 原作：笹沢左保
- プロデューサー：宮本進（C.A.L）、西岡善信（映像京都）、近藤伯雄（東京12チャンネル）
- 撮影：森田富士郎、牧浦地志
- 美術：西岡善信、内藤昭
- 音楽：橋場清
- 殺陣：美山晋八
- 演奏：木村好夫
- タイトル：大林宣彦
- ナレーター：芥川隆行
- 主題歌『焼けた道』（作詞：中村敦夫、作曲：猪俣公章、編曲：クニ河内、歌：やしきたかじん）
- 挿入歌『けもの道』（作詞：保富康午、作曲：猪俣公章、編曲：クニ河内、歌：やしきたかじん）
- 制作：C.A.L、映像京都、テレビ東京

### 放映リスト
| 話数   | 放送日         | サブタイトル             | 脚本     | 演出     | ゲスト出演者 | 視聴率 |
| ------ | -------------- | ------------------------ | -------- | -------- | --- | ------ |
| 第1話  | 1977年 10月5日 | 霧雨に二度哭いた         | 福田善之 | 藤田敏八 | 萩尾みどり（お七(お六)）、目黒祐樹（小天狗の勇吉）、高岡健二、山本麟一（多兵衛）、今井健二（駒形の虎八）、北川美佳（お政）、辻萬長（京助）、馬場勝義、新郷隆、土田敏一、島田正六 | 12.3%  |
| 第2話  | 10月12日       | 年に一度の手向草         | 神代辰巳 | 神代辰巳 | 東野英心（梅吉）、浜村純（伊左衛門）、吉本真由美（お千 / お咲）、天王寺虎之助（茶店の亭主）、寺島雄作（農夫）、鈴木康弘（太兵ヱ）、桑垣浩子、小柳圭子（市田屋の女将）、小林加奈枝（間引き役の老婆）、浜田雄史、山本一郎（役人）、暁新太郎（清太郎）、美樹博、渡辺憲悟、宮本幸子、原須磨子                                                                  | 7.0%   |
| 第3話  | 10月19日       | 四つの峠に日が沈む       | 服部佳   | 安田公義 | 池波志乃（お民）、石山律雄（小太郎 / 女衒の彦市）、長谷川弘（太田の源蔵）、早見栄子（お伸）、志賀圭二郎（浪人・大滝）、滝譲二（半兵衛）、ベル号（もんじろう（犬））、沖ときお（行商人）、藤川準、中西宣夫、野崎善彦（音吉）、辻喬次郎、横堀秀勝、広田和彦、諸木淳郎、市村隆司、橋本和博                                                                    | 7.7%   |
| 第4話  | 10月26日       | 雷神が二度吼えた         | 中村努   | 森一生   | 鮎川いずみ（お里）、住吉正博（二手川の亀吉）、小瀬格（堀田又兵衛）、玉生司朗（乾の重蔵）、下元年世（佐十郎）、島田正六、美鷹健児、広田和彦、長浜保司、福井康祐、（以下クレジットなし）伊東義高（子分）、馬場勝義（子分）、美樹博（馬子） | 6.0%   |
| 第5話  | 11月2日        | 賽を二度振る急ぎ旅       | 新田郡   | 黒田義之 | 町田祥子（お楽）、綿引洪（稲妻の音右衛門）、高原駿雄（猿の弥助）、八重垣百合（音右衛門の女房・お春）、美樹博、鳴坂真臣、枡田秀治、（以下クレジットなし）馬場勝義、辻喬次郎、山本一郎 | 4.8%   |
| 第6話  | 11月9日        | 三途の川は独りで渡れ     | 中村勝行 | 黒田義之 | 新橋耐子（丁目のお国）、小坂一也（卯吉(定六)）、多田千香（お咲）、松村康世（お梅）、田畑猛雄（弥吉）、日高久（三右衛門）、堀北幸夫（代貸）、馬場勝義、辻喬次郎（新兵衛）、渡辺憲悟、徳田昌弘、加茂雅幹（丈八）、美樹博（クレジットなし） | 5.9%   |
| 第7話  | 11月16日       | 四度渡った泪橋           | 白鳥浩一 | 中村敦夫 | 三浦真弓（お清）、任田順好（老婆(山姥)）、土屋嘉男（白井の伊兵衛）、蜷川幸雄（友蔵）、重久剛（藤兵衛）、遠山欽、笹木俊志（猿太郎）、諸木淳郎、松尾勝人、美鷹健児、馬場勝義、倉谷礼子、橋本和博（クレジットなし） | 5.6%   |
| 第8話  | 11月23日       | 念仏は五度まで           | 長田紀生 | 安田公義 | 赤座美代子（お藤(お縫)）、長谷川明男（一之沢の彦三郎）、瀬賀敏之（友吉）、新井孝文、芝本正、海老江寛（玉井屋六兵衛）、堀北幸夫（宿役人）、暁新太郎（手付）、沢田長生、和田正信（和泉屋）、加茂雅幹、秋山隆次郎、伊波一夫（茅野の徳蔵）、幸村三千代、馬場勝義（クレジットなし）                                                                             | 7.1%   |
| 第9話  | 11月30日       | 旅立ちは三日後に         | 安倍徹郎 | 太田昭和 | 佐藤友美（お澄）、今福正雄（吾作）、江幡高志（権田の重蔵）、永野達雄（吉右ヱ門）、丘夏子（お秀）、新田章（孝太郎）、田中弘史（馬九郎）、沖ときお（治助）、玉生司朗（沼田の鉄五郎）、松尾勝人（太助）、布目真爾（万吉）、新郷隆（千六）、渡辺憲悟（板吉）、広田和彦（大八）、（以下クレジットなし）東悦次（為吉）、辻喬次郎                                 | 7.1%   |
| 第10話 | 12月7日        | 鴉が三羽の身代金         | 中村勝行 | 中村敦夫 | 松田英子（菊乃）、中西良太（舞木の佐七(藤三郎)）、田口計（西川九郎衛門）、内田勝正（越前の鬼）、市村昌治（溜池の勘吉）、入江慎也（関ケ原の嘉兵衛）、三木みち（お杉）、藤川準、丸尾好広、辻喬次郎、諸木淳郎（重蔵）、馬場勝義、橋本和博、美鷹健児、加藤正記                                                                                                 | 8.0%   |
| 第11話 | 12月14日       | 笛の流れは三度まで       | 田上和江 | 大洲斉   | 早瀬久美（お笛）、ホーン・ユキ（お千代）、船場牡丹（お玉）、有川正治（赤岩の源太郎）、堀北幸夫（佐久の庄助）、出水憲司（三次）、三宅加代子、滝本弓子、赤井圭昌、布目真爾、美鷹健児、松尾勝人、小舟秋夫 | 7.6%   |
| 第12話 | 12月21日       | 朝霧に消えた女           | 田上和江 | 高橋勝   | 松尾嘉代（おかよ）、大出俊（長吉）、浜田寅彦（信濃屋十蔵）、高橋レナ（つぼ振り）、丘路千（代貸）、波多野博、小峰一男、東悦次、久保政行、菊野昌代士（茶店の亭主）、美樹博（クレジットなし） | 6.8%   |
| 第13話 | 12月28日       | 明日も無宿の次男坊       | 中村勝行 | 池広一夫 | 宇津宮雅代（お糸）、高橋長英（白帆の宗助）、内田朝雄（尾張屋善右衛門）、西田良（偽の宗助１）、井上茂（勘兵衛）、下元年世（平吉）、千代田進一（偽の宗助２）、山本一郎、遠山欽、柳川昌和、北村光生（与一郎）、高橋美智子、辻喬次郎（クレジットなし） | 6.9%   |
| 第14話 | 1978年 1月4日  | 白刃を縛る五日の掟       | 大津皓一 | 安田公義 | 林与一（吉五郎（神戸の長吉））、服部妙子（お捨）、草野大悟(三之助)、岩田直二（板場の与右衛門）、小田部通麿（安原の鉄蔵）、浜田雄史、 森秀人（方丈）、石原須磨男、福本清三、小峰一男、笹吾朗、馬場勝義、新郷隆 | 4.0%   |
| 第15話 | 1月11日        | 人斬りに紋日は暮れた     | 白鳥浩一 | 池広一夫 | 秋野暢子（お香）、鈴木瑞穂（弓の勘太郎（弓勘））、須賀不二男（徳之助）、佐山泰三（新吉）、西山辰夫（甲州屋）、有川正治（鬼吉）、秋山勝俊（つぼ師・金三）、堀北幸夫、島田正六、暁新太郎、諸木淳郎、松尾勝人、加茂雅幹、伊波一夫、渡辺憲悟、広田和彦、（以下クレジットなし）橋本和博、辻喬次郎                                                               | 4.6%   |
| 第16話 | 1月18日        | 二度と拝めぬ三日月       | 尾中洋一 | 森一生   | 江波杏子（お銀）、笹沢左保（国定忠治）、大和田獏（伊作 / 浅太郎）、石山雄大（八州取締出役・中山誠一郎）、横森久（幻の銀の次）、蟹江敬三（喜助 / 鹿安）、勝部演之（七兵衛）、藤沢薫（仙太郎）、若杉嵐、竹本英生（忠太）、黛康太郎（友五郎）、赤井圭昌（宇之助）、河野実（新川秀吉）、千葉保（小諸の助右衛門）                                               | 4.9%   |
| 第17話 | 1月25日        | 女が二度泣く水車小屋     | 津田幸於 | 池広一夫 | 倉野章子（お夏）、清水綋治（倉田源之介）、井上昭文（松尾茂兵ヱ）、平泉征（伊佐吉）、鈴木政晴（庄太）、深江章喜（中津川の音蔵）、三浦徳子（お常）、見明凡太朗（森田屋弥兵衛）、森章二（銀次）、阿藤海（武七）、重久剛（与吉） | 4.1%   |
| 第18話 | 2月1日         | 砕けた波に影一つ         | 佐藤繁子 | 太田昭和 | 吉行和子（お甲）、小松方正（太兵衛）、織本順吉（網元）、小美野欣二（源之丞）、樋浦勉（兵馬）、宮琢磨（貞之介）、暁新太郎、新郷隆、松尾勝人、丸尾好広、美鷹健児、加藤正記、田中由香、中塚和代、大崎紀子 | 5.2%   |
| 第19話 | 2月8日         | 女郎にはたった一言       | 中村勝行 | 池広一夫 | 大門正明（長五郎（清水次郎長））、伊佐山ひろ子（お秀）、丹古母鬼馬二（広吉）、山岡徹也（伝馬の佐七）、小田部通麿（桑名の重蔵）、玉生司朗、山本一郎、三島猛（彦十郎）、出水憲司（与三郎）、沖ときお（蔦屋善右衛門）、松尾勝人（行商人）、和田かつら、倉谷礼子、赤井圭昌（小富）、東悦次（佐平）、渡辺憲悟、橋本和博                                         | 6.7%   |
| 第20話 | 2月15日        | 甲州路の黒い影           | 辻景子   | 中村敦夫 | 大谷直子（お美代）、三戸部スエ（お冬）、新田昌玄（勝沼の久蔵）、海老江寛（御隠居）、宍戸大全（六助 / 笹子の天狗）、田中弘史、國持昇、松尾勝人、伊波一夫、馬場勝義、新郷隆、柳川昌和、清水健士、橋本和博（クレジットなし） | 7.1%   |
| 第21話 | 2月22日        | 命は一度捨てるもの       | 辻景子   | 井上昭   | 新谷のり子（お鶴）、竜崎勝（三本杉の長兵衛）、常田富士男（多田玄斎）、千代田進一（吾市）、原聖四郎（大徳屋左之助）、市川男女之助（高砂屋幸吉）、三浦徳子、浜田雄史（嘉兵衛）、小峰一男、國持昇、浪花五郎、加藤正樹、倉谷礼子、桂登志子、辻喬次郎（クレジットなし）                                                                                         | 7.2%   |
| 第22話 | 3月1日         | 鬼が一匹関わった         | 尾中洋一 | 南野梅雄 | 原口剛（榛名の弥一郎）、泉晶子（お照）、駒田真紀（お鶴）、辻萬長（十文字屋金三郎）、岡本麗（お浜）、早川絵美（お鶴の母）、国一太郎（唐吉） | 4.9%   |
| 第23話 | 3月8日         | 笹子峠の月に映えた       | 佐藤繁子 | 井上昭   | 范文雀（お仲）、睦五郎（天神の勢五郎）、丘路千（弥七）、芝本正、岡本崇（留吉）、八重垣百合（お袖）、倉谷礼子、馬場勝義、暁新太郎（源治）、新郷隆（仙吉）、黛康太郎、渡辺憲悟、伊波一夫（馬喰）（クレジットなし） | 6.2%   |
| 第24話 | 3月15日        | 虚空に賭けた賽一つ       | 新田郡   | 山内鉄也 | 弓恵子（お春）、橋本功（賽の目重兵衛）、原康義（八郎）、南部彰三（八兄弟の父・仁右衛門）、山村弘三（名主の治兵衛）、田中清治、沖ときお（店主）、渡辺憲悟（次郎）、橋本和博（四郎）、暁新太郎（牢屋の中の男）、東悦次（代官）、阪田正勝、市村隆司、柏原康人、吉崎洋二、（以下クレジットなし）辻喬次郎（人買い）                                             | 5.9%   |
| 第25話 | 3月22日        | 生国は地獄にござんす     | 中村勝行 | 黒田義之 | 菅貫太郎（忠七）、松木路子（お仙）、沙川露里（お市）、やしきたかじん（名無しの渡世人）、五味龍太郎（唐木の助造）、永野達雄（大野屋吉兵衛）、北原将光（名主）、玉生司朗（組頭）、重久剛一（弥助）、石原須磨男（茂作）、島田正六、新名一美、船場牡丹（茶店の女）、松尾勝人、伊波一夫、東悦次（十手持ち・弁之助）、丸尾好広、徳田昌弘、小舟秋夫（薪集めの男） | 6.5%   |
| 第26話 | 3月29日        | お百度に心で詫びた紋次郎 | 佐藤繁子 | 黒田義之 | 中島葵（お久）、桑垣浩子（お弓）、水島道太郎（清兵衛）、木村元（小津川の定吉）、大村一郎（姫太郎）、入江慎也（六右衛門）、暁新太郎、浜伸二（熊川の勘八）、堀北幸夫（漁師）、馬場勝義、渡辺憲悟、橋本和博、新郷隆、広田和彦、加藤正記、（以下クレジットなし）小舟秋夫                                                                                       | 7.0%   |

| 東京12チャンネル 水曜21時枠 | 東京12チャンネル 水曜21時枠             | 東京12チャンネル 水曜21時枠 |
| 前番組                      | 番組名                                  | 次番組                      |
| --------------------------- | --------------------------------------- | --------------------------- |
| 心で歌う50年                | 新・木枯し紋次郎 【当番組より時代劇枠】 | 柳生十兵衛 （原田大二郎版） |

## 単発ドラマ版

### 年末時代劇スペシャル 木枯し紋次郎 年に一度の手向草
（1990年12月28日、TBS、年末時代劇スペシャル）21:00 - 22:54

#### キャスト
- 木枯し紋次郎：岩城滉一
- 藤田朋子
- 喜多嶋舞
- 石橋蓮司
- 江戸家猫八
- レオナルド熊
- 塩沢とき
- 星由里子
- 中村玉緒
- 三橋達也
- 我王銀次
- 四禮正明
- 夏夕介
- ナレーション：横溝正

#### スタッフ
- 原作：笹沢左保
- 監督：大洲斎
- 脚本：服部佳
- 音楽：橋場清
- 企画：本間謙二
- 企画協力：富士企画
- プロデューサー：古屋和彦、西岡善信、井上博
- 協力：IMAGICA、京都映画
- 製作協力：映像京都
- 製作：キネマ東京、TBS

### 金曜プレステージ 木枯し紋次郎
（2009年5月1日、フジテレビ、金曜プレステージ）21:00 - 22:52

#### キャスト
- 木枯し紋次郎：江口洋介
- 小判鮫の金蔵：小澤征悦
- 源之助：渡辺いっけい
- 義作：中村敦夫（特別出演）
- 松坂屋友右衛門：鶴田忍
- 鶴吉：趙珉和
- おまん：ともさかりえ
- お市：若村麻由美
- 仙造親分：成瀬正孝
- 佐吉：千葉哲也
- 加藤久雅、福本清三、笹木俊志
- ナレーション：平榮子

#### スタッフ
- 演出：河毛俊作
- 脚本：田村惠
- 音楽：水谷広実
- 企画協力：榎本喜久枝
- 企画：能村庸一（フジテレビ）、保原賢一郎（フジテレビ）、成河広明（フジテレビ）
- 総合プロデュース：本間信行（C.A.L）
- 美術監督・総合プロデュース：西岡善信（映像京都）
- プロデューサー：笠谷智之（C.A.L）、須藤安芸子（C.A.L）、西村維樹（映像京都）
- 選曲：小西善行
- 殺陣：清家三彦
- VFXスーパーバイザー：尾上克郎
- VFXプロデューサー：大屋哲男
- 技術協力：バスク
- VFX：特撮研究所、イマージュ、ピクチャーエレメント
- スタジオ：東映京都撮影所
- 製作協力：映像京都

## 東映制作劇場版（菅原文太主演）

### 木枯し紋次郎
テレビで人気作となった本作を、プロデューサー俊藤浩滋、日下部五朗をはじめ、東映ヤクザ路線を支えたスタッフが映画化。「紋次郎ブームに乗り遅れるな」と企画された。主演は菅原文太。中村とは異なる印象を与えており、本作では「紋次郎誕生編」ともいうべきストーリーが描かれている。脚本は『日本悪人伝 地獄の道づれ』の山田隆之、監督は、脚本も執筆している『現代やくざ 血桜三兄弟』の中島貞夫。撮影は『純子引退記念映画 関東緋桜一家』のわし尾元也がそれぞれ担当。原作は小説第1作の「赦免花は散った」。併映は高橋英樹の東映初主演『男の代紋』。

#### ストーリー
上州無宿の紋次郎は日野宿の貸元、井筒屋仙松殺害の罪で三宅島に流された。実は訳あって、兄弟分である日野宿の左文治の身代わりとなったためである。三宅島での過酷な労役の中、島抜けを計画している男女と知り合い、不本意ながらも雄山の噴火に乗じて、合流。盗舟内で醜い同士討ちに巻き込まれるが、辛くも逃げのびる。しかし帰り付いた日野宿で、既に島で耳にしていた左文治の本性を現実に知ることとなり…。

#### 出演者
- 木枯し紋次郎：菅原文太
- 清五郎：伊吹吾郎
- 源太：渡瀬恒彦
- 捨吉：山本麟一
- お花：賀川雪絵
- 左文治：小池朝雄
- 長三郎：藤岡重慶
- 佐吉：有川正治
- 役人：丘路千
- 丈八：大木正司
- 流人頭：小田部通麿
- クス：女屋実和子
- 寅吉：国一太郎
- 半五郎：大木晤郎
- 村役：熊谷武
- 役人：玉生司郎、唐沢民賢
- 亀蔵：西田良
- 長三郎の子分：川谷拓三
- 井筒屋仙松：小田真士
- 島役人：佐川秀雄
- 三下：奈辺悟
- 流人：畑中伶一
- 芋泥棒：渡辺憲悟[要出典]
- 芋泥棒 ：阿由葉秀郎[42]
- たみ：東竜子
- ナレーター：芥川隆行
- 三宅島送りにされた青年僧：笹沢左保（特別出演）[要出典]
- お夕（同名で二役）：江波杏子

以下ノンクレジット
- 大国岩五郎：笹沢佐保（特別出演）[43]
- 左文治の子分：岩尾正隆
- 流人：福本清三

#### 製作
東映京都撮影所（以下、東映京都）で製作される本格的時代劇としては6年ぶりで、この間、『尼寺(秘)物語』や『徳川女系図』など、エロ時代劇ばかり作らされていた東映京都のスタッフたちは大喜びだった。本作が当たればシリーズ化の方針を岡田茂社長から取り付けていたこともあって、撮影所の士気も上がった。中島貞夫監督は東映幹部から「東映の時代劇路線が復活するかは、正にこの一作に懸かっている」などと脅された。中島がテレビでもやった「地蔵峠の雨に消える」など、笹沢左保の原作2、3本を繋いで脚本を書いたが、自身が満足出来ず、改めて脱テレビドラマを鮮明にするため、テレビ化で漏れた「赦免花は散った」を映画化することで書き直した。テレビの中村敦夫イメージが強烈で、脱中村敦夫も大きな課題。キネマ旬報は「菅原文太を鶴田浩二、高倉健に続く第三の男として売り出す意図は分かるが、中村敦夫のニヒリスティックでインテリの匂いを持つイメージが出来上がっているために、菅原の紋次郎はかなり無理がある」などと菅原のキャスティングを疑問視した。1972年4月20日、製作発表会見が行われ、出席した笹沢左保は執筆労働過重か顔面蒼白。笹沢は「テレビの紋次郎は必ずしも満足ではない。映画のシナリオを読んで98％の出来で文句はないし、菅原君のガリガリに痩せているのが良く、本当の紋次郎が出来ると期待している」と述べた。菅原も『現代やくざ 人斬り与太』の撮影で深作欣二監督からシゴかれたばかりで元気がなかった。撮影が1972年4月下旬からとなったことで、木枯らしの風景が撮れないとの判断があり、三宅島でロケが行われた。朝日新聞から「三度笠・合羽で殺陣はおかしい」と批判されたことから、東映幹部は反論した。

### 木枯し紋次郎 関わりござんせん
前作の続編。野上龍雄が脚色し、中島貞夫が監督した。主演は引き続き菅原文太で、原作を離れ、過去との決別を描いたオリジナル ストーリー。心理描写が先立って東映のお客に迎えられず、シリーズを打ち切った。

#### ストーリー
旅の途上で、かつて命を救った八幡の常平に出会った紋次郎は常平から歓待を受け、お光という名の年増の女郎をあてがわれる。その女の身の上話を聞くこともなく聞いていた紋次郎は驚愕する。お光は赤子の紋次郎を間引きから救い、その後、生き別れになった実姉だったのだ。一方、宿場町では下滝の巳之吉一家と箱田の六兵衛一家の縄張り争いが激化。一触即発の状況を迎えつつあった。

#### 出演者
- 木枯し紋次郎：菅原文太
- お光（紋次郎の姉）：市原悦子
- 八幡の常平：田中邦衛
- 下滝の巳之吉：大木実
- 庄十：汐路章
- 新八：志賀勝
- 亀吉：月亭可朝
- 半次：白川浩二郎
- 三ッ木の文蔵：待田京介
- 菊次：大木晤郎
- 今市の金蔵：山本麟一
- 箱田の六兵衛：伊達三郎
- 鶴吉：川浪公次郎
- 吉松：奈辺悟
- お駒：中村英子
- お安：丸平峰子
- お若：林三恵
- お里：星野美恵子
- お仙：榊浩子
- お島：小笠原正子
- 利助：島田秀雄
- まん：賀川雪絵
- 房吉：吉田良
- 勘八：平沢彰
- 賭場の客：名和宏[48]

## エピソード
- 1973年公開の映画『ゴジラ対メガロ』（東宝）で、ゴジラが木枯し紋次郎の真似をして、楊枝に見立てた電柱を咥え、プッと吹き出して地面に刺さるというシーンが撮影されていたが、完成作ではカットされた。現在では、スチールのみが残されている。
- 水島新司の漫画「ドカベン」の主要登場人物・岩鬼が口にくわえている「ハッパ」は作中で、主人公の山田太郎が「木枯し紋次郎の真似」と説明している。
- 紋次郎のまとっていた外套は江戸時代の風俗には無く、西部劇のガンマンが着けていたポンチョを真似て採用されたものだと、後に中村がトーク番組で語っている。
- 主題歌『だれかが風の中で』は、バラエティー番組『ダウンタウンDX』のコーナー「どこまでホント? 風の噂三郎」のテーマ音楽に使用されている。
- 第1シーズンが始まった1972年は、必殺シリーズの第1作『必殺仕掛人』が放送開始となったが、このシリーズは木枯し紋次郎に対抗して、立ち上げられたものである。
- ファミリーコンピュータを出す以前の任天堂から「木枯し紋次郎ゲーム」というボードゲームが販売されていた。現在でもオークションに時折、出品されている。
- 1973年1月放送の新春スター・かくし芸大会（フジテレビ）の英語劇では「木枯し紋次郎」を演目にし、主題歌を英語で、上條恒彦が担当した。 劇中、井上順が紋次郎、布施明が子連れ狼(拝一刀)を演じたが最後のドンデン返し（オチ）で、井上順の紋次郎はニセモノと分かり、登場した「本物」の紋次郎は上條恒彦だった。
- 『新・木枯し紋次郎』第11話「笛の流れは三度まで」で、旅の宿場女郎のお笛（早瀬久美）が吹く笛の音色は後に同枠で放送された『悪党狩り』（1980年 - 1981年、東京12チャンネル・松竹・藤映像コーポレーション制作）で、敵のアジトに乗り込んだ主人公の同心 神谷玄次郎（尾上菊五郎）が、悪党たちの前に姿を現す際に笛を吹くシーンに流用された。

## 映像ソフト

### テレビシリーズ
VHS
- 木枯し紋次郎 地蔵峠の雨に消える/峠に哭いた甲州路（1994年5月20日、ポニーキャニオン PCVC-10296）
- 木枯し紋次郎 水車は夕映えに軋んだ/怨念坂を蛍が越えた（1994年5月20日、ポニーキャニオン PCVC-10297）
- 木枯し紋次郎 馬子唄に命を托した/月夜に吼えた遠州路（1994年5月20日、ポニーキャニオン PCVC-10298）

レーザーディスク
- 木枯し紋次郎 傑作選（2000年3月24日、発売元：C.A.L、販売元：エスモック CALS-1001）
  - 市川崑が演出を担当した第1シーズン第1話、第2話、第3話、第18話を収録。

DVD
- 木枯し紋次郎 DVD-BOX I（10枚組[注釈 6]）（2002年12月21日、ハピネット・ピクチャーズ BIBJ-9045）
  - 『木枯し紋次郎』全18話を収録。
- 木枯し紋次郎 DVD-BOX II 市川崑劇場 木枯し紋次郎編（10枚組）（2003年02月21日、ハピネット・ピクチャーズ BIBJ-9046）
  - 『続・木枯し紋次郎』全20話を収録。
- 木枯し紋次郎 DVD-BOX III 新・木枯し紋次郎 編（7枚組）（2003年4月24日、ハピネット・ピクチャーズ BIBJ-9047）
  - 『新・木枯し紋次郎』第1 - 14話を収録。
- 木枯し紋次郎 DVD-BOX IV 新・木枯し紋次郎 編（7枚組）（2003年7月24日発売、ハピネット・ピクチャーズ BIBJ-9048）
  - 『新・木枯し紋次郎』第15 - 26話を収録。

※以上のDVDは単品でも販売されている。

### 劇場版
VHS
- 木枯し紋次郎（1996年4月21日、東映ビデオ VCTB-00302）
- 木枯し紋次郎 関わりござんせん（1996年4月21日、東映ビデオ VCTB-00335）
- 帰って来た木枯し紋次郎（1994年5月20日、ポニーキャニオン PCVC-30299）

レーザーディスク
- 帰って来た木枯し紋次郎（1994年6月17日、ポニーキャニオン PCLC-28）

## 漫画
小説を原作にした小島剛夕の作画による同名の漫画が、1972年に『漫画天国』（芸文社）に連載され、翌年単行本が芸文社コミックスより全1巻で発行された。全4話。単行本は絶版となっていたが、2003年にリイド社、2009年に小池書院より再版された。
- 単行本
  - 芸文社コミックス 1973年7月1日
  - SPコミックス ISBN 9784845823079 2003年7月24日
  - キングシリーズ 漫画スーパーワイド ISBN 9784862255228 2009年9月25日

- 収録エピソード
  1. 赦免花は散った
  2. 湯煙に月は砕けた
  3. 女人講の闇を裂く
  4. 川留めの水は濁った